# Szjarhej Anatoljevics Hocmanav
Szjarhej Anatoljevics Hocmanav (fehéroroszul: Сяргей  Анатолевіч  Гоцманаў, oroszul: Серге́й Анатольевич Гоцманов; Minszk, 1959. március 27. –) szovjet válogatott fehérorosz labdarúgó. Négy alkalommal választották meg az év labdarúgójának Fehéroroszországban.

## Pályafutása

### Klubcsapatban
Pályafutását a Dinama Breszt csapatában kezdte. 1979-ben a Dinama Minszkhez került. 1982-ben szovjet bajnoki címet szerzett a Minszk Dinama színeiben. 1990-ben Angliában a Brighton & Hove Albion csapatában 16 mérkőzésen lépett pályára és négy gólt szerzett. Az 1991-ben a Southampton játékosa volt. 1992-ben visszatért a Dinama Minszkhez, mellyel két alkalommal nyerte meg a fehérorosz bajnokságot.

### A válogatottban
1984 és 1988 között 31 alkalommal szerepelt a szovjet válogatottban és 2 gólt szerzett. Részt vett az 1988-as Európa-bajnokságon, ahol döntőt játszottak. 1992 és 1993 között 3 alkalommal lépett pályára a fehérorosz válogatottban és 1 alkalommal volt eredményes.

## Sikerei, díjai
Dinama Minszk
- Szovjet bajnok (1): 1982
- Fehérorosz bajnok (2): 1992–93, 1993–94
- Fehérorosz kupa (1): 1993–94

Szovjetunió
- Európa-bajnoki döntős (1): 1988

Egyéni
- Az év fehérorosz labdarúgója (4): 1983, 1985, 1987, 1989